# Жировая (приток Шестой Речки)
Жировая — река на северо-западе Камчатского края (Пенжинский район) в России. Длина реки — 22 км. Впадает в приустьевое расширение Шестой Речки.
Система водного объекта: Шестая Речка → Охотское море.

## Данные водного реестра
По данным государственного водного реестра России относится к Анадыро-Колымскому бассейновому округу.
Код водного объекта в государственном водном реестре — 19080000112120000040652.